# Escallonia millegrana
Escallonia millegrana är en tvåhjärtbladig växtart som beskrevs av August Heinrich Rudolf Grisebach. Escallonia millegrana ingår i släktet Escallonia och familjen Escalloniaceae. Inga underarter finns listade i Catalogue of Life.